# Критична соціальна теорія
Критична теорія підкреслює рефлективні оцінки та критику суспільства і культури, перехоплюючи та застосовуючи знання з соціальних і гуманітарних наук.
Термін «критична теорія» має два значення різного походження та історії: перша виникла в соціології та політичній філософії, в той час як друга виникла в літературознавстві та літературній теорії.
У соціології та політичної філософії, термін «критична теорія» (або «соціальна критична теорія») описує неомарксистську філософію франкфуртської школи, яка була розроблена в Німеччині в 1930-х роках. Франкфуртський теоретик Макс Горкгаймер описав теорію як критичну, оскільки вона прагне «звільнити людину від обставин, які поневолюють її.». Теоретики Франкфурта спиралися на критичні методи Карла Маркса і Зигмунда Фрейда. Критична теорія стверджує, що ідеологія є основною перешкодою на шляху звільнення людини. Критична теорія була заснована як школа думки, перш за все, п'ятьма теоретиками даної школи: Гербертом Маркузе, Теодором Адорно, Максом Горкгаймером, Вальтером Беньяміном і Еріхом Фроммом.
Сучасна критична теорія, крім того, була під впливом Лукаса та Антоніо Ґрамші, також варте уваги друге покоління франкфуртської школи вчених, таких як Юрґен Габермас. У роботі Габермаса, критична теорія перевершила свої теоретичні коріння в німецькому ідеалізмі, і просунулася ближче до американського прагматизму. Турбота про соціальні «базис і надбудову» є одним з решти марксистських філософських концепцій в більшій частині сучасної критичної теорії. У той час як критичні теоретики були часто визначені як марксистська інтелігенція, їхня схильність до денонсування деяких марксистських концепцій і об'єднання марксистського аналізу з іншими соціологічними та філософськими традиціями призвело до звинувачень в ревізіонізмові класичних, православних і аналітичних марксистів, і марксистів-філософів. Мартін Джей заявив, що перше покоління критичної теорії найкраще розуміється як несприятливе конкретному філософському порядку денному або конкретній ідеології, а як «ґедзю іншим системам».
У літературознавстві та літературній теорії, термін «критична теорія» (або «літературна критична теорія») належить до теорії літературної критики.

## Визначення
Існують два значення критичної теорії: від різних інтелектуальних традицій, пов'язаних зі змістом критики та критики-виведення у загальному підсумку, що походить від грецького слова грец. κριτικός, kritikos, — «судження» або «проникливість», і в їхніх нинішніх формах повернення до 18-го століття. У той час як вони можуть вважатися повністю незалежними видами інтелектуальної діяльності, все частіше вчені зацікавлені в області критики, де є два перекриття.
Щоб використовувати епістемологічну відмінність, введену Габермасом в «Erkenntnis und Interesse» (1968) («Знання та інтереси людини»), критична теорія в літературознавстві, зрештою є формою герменевтики; тобто знання, отримані за допомогою інтерпретації, щоб зрозуміти сенс людських текстів і символічних виразів, в тому числі інтерпретації текстів, які самі тлумачать інші тексти. Критична соціальна теорія, на відміну від цього, є форма саморефлексії знань за участю розуміння і теоретичного пояснення, метою якого є зменшити захоплення в системах домінування або залежності.
З цієї точки зору, багато літературної критичної теорії, оскільки вона орієнтована на інтерпретації та пояснення, а не на соціальні перетворення, буде розглядатися як позитивістська або традиційна, а не критична теорія кантівського або марксистського розуміння. Критична теорія в літературі та гуманітарних науках в цілому не обов'язково передбачає нормотворчий аспект, в той час як критичної соціальної теорії критикує суспільство через деякі загальні теорії цінностей, норм, або через його критику з точки зору своїх власних значень.

## У соціальній теорії
Критична теорія (нім. kritische) вперше була визначена вченим з Франкфуртської школи соціології — Максом Горкгаймером у його есе традиційної та критичної теорії (1937 р.). Критична теорія є соціальною теорією, орієнтованою на критику і зміни суспільства в цілому, на відміну від традиційної теорії орієнтована тільки на кращому розумінні чи поясненні. Горкгаймер хотів виділити критичну теорію як радикальну, що звільняє форми марксистської теорії, критикуючи як її модель науки, сповнену логічного позитивізму; і що він і його колеги бачили, що це прихований позитивізм і авторитаризм ортодоксального марксизму і комунізму.
Ця критична соціальна теорія повинна:
- бути спрямована на сукупність суспільства його історичної специфіки (тобто, його налаштовання на певний момент часу).
- поліпшити розуміння суспільства шляхом інтеграції всіх основних соціальних наук, в тому числі географії, економіки, соціології, історії, політології, антропології та психології.

Ця версія «критичної» теорії випливає з Канта (18-го століття) і Маркса (19-го століття) використання терміна «критичного аналізу», як і в критиці Канта (чистого розуму) і концепції Маркса, наприклад його робота «Das Kapital» («Капітал») утворює «критику політичної економії». Для ідеалізму Канта «Критика» означає вивчення і встановлення меж обґрунтованості типу або сукупність знань, зокрема шляхом врахування обмежень, що накладаються.
Поняття критики Канта було пов'язане з перекиданням помилкових, недоведених, або догматичних філософських, соціальних і політичних переконань, тому що критика розуму Канта бере участь у критиці догматичних теологічних і метафізичних ідей і переплітається з посиленням етичної автономії, критика Просвітництва марновірств і нераціональної влади. Це ігнорувалося багатьма людьми, в «критичних реалістських» колах, однак, безпосереднім поштовхом для Канта для написання його «Критики чистого розуму» було коло розв'язання проблем, піднятих скептичним емпіризмом Девіда Юма, який, в метафізиці, постійно використовував розум і логіку як елементи, що сперечались про пізнавання світу і загальні уявлення причинно-наслідкового зв'язку. Канта, навпаки, підштовхнула зайнятість апріорних метафізичних претензій як необхідна умова, тому що якщо щось повинно бути сказано, щоб бути впізнаваним, вона повинна була б бути встановлена на абстракціях, відмінних від явищ, що сприймаються.
Однією з відмінних рис критичної теорії, наприклад, розроблені Адорно і Горкгаймером в їхній «Діалектиці Просвітництва» (1947), є певна амбівалентність щодо кінцевого джерела або основи соціального домінування, амбівалентність, яка породила в «песимізмі» нову критичну теорію з приводу можливості звільнення людини та свободи. Ця двоїстість корениться, звичайно, в історичних обставинах, в яких робота спочатку була проведена, зокрема, зростання націонал-соціалізму, державного капіталізму і масової культури, як абсолютно нових форм соціального домінування, які не можуть бути адекватно пояснені в термінах традиційної марксистської соціології.
Для Адорно і Горкгаймера, державне втручання в економіку ефективно скасувало напруженість між «виробничими відносинами» і «матеріальними продуктивними силами суспільства», напругу, яка, відповідно до традиційної критичної теорії, становила основне протиставлення в рамках капіталізму. Ринок (як «несвідомий» механізм розподілу товарів) і приватної власності був замінений централізованим плануванням і соціалізованої власності на засоби виробництва.
Проте, всупереч знаменитому передбаченню Маркса в передмові «До критики політичної економії», це зрушення не привело до «епохи соціальної революції», а скоріше до фашизму і тоталітаризму. Таким чином, критична теорія була залишена, за словами Юргена Габермаса, без «нічого в запасі, до якого він міг би звернутися, і коли продуктивні сили вступають в згубному симбіозі з виробничими відносинами, які вони повинні були бути широко відкриті, там більше немає динамізму, на якій критичний аналіз міг засновувати свою надію». для Адорно і Горкгаймера, це не поставило питання про те, як пояснити уявне збереження домінування під час відсутності самого протиставлення, яке, згідно з традиційними критичними теоріями, було джерелом самого панування.
У 1960-і роки, Юрген Габермас підняв гносеологічне обговорення на якісно новий рівень у своєму знанні та інтересів людини, шляхом виявлення критичних знань, як на основі принципів, які були диференційовані або з взяті природних або гуманітарних наук, через його орієнтацію на саморефлексію та емансипацію. 

## Постмодерна критична теорія
У той час як модерніст критичної теорії ототожнює себе з «формами влади та несправедливості», які супроводжували розвиток промислового і корпоративного капіталізму як політико-економічної системи, «постмодерна критична теорія політизує соціальні проблеми», поміщаючи їх в історичний і культурний контексти, вплутує себе в процеси збору та аналізу даних, а також «релятивізує свої висновки». Саме значення розглядається як нестабільне через швидку трансформацію в соціальних структурах. В результаті в центрі уваги дослідження зосереджені місцеві прояви, а не широкі узагальнення.
Постмодерне критичне дослідження також характеризується кризою представництва, який відкидає ідею про те, що робота дослідника є «стабільним об'єктивним зображенням». Замість цього, багато постмодерністських вчених взяли «альтернативи», які заохочують роздуми про політику і поезію.
Термін «критична теорія» часто присвоюється, коли автор працює в соціологічних термінах, але нападає на соціальні чи гуманітарні науки (намагаючись таким чином залишити «поза» ті кадри запиту). Мішель Фуко є одним з таких авторів.
Жан Бодріяр також був описаний як критичний теоретик тією мірою, що він був нетрадиційним і критичним соціологом; це присвоєння є так само випадковим, маючи мало або ж взагалі ніякого відношення до Франкфуртської школи.

## Мова і комунікація
З 1960-1970-х років мова, символіка, текст і сенс стали розглядатися як теоретична основа для гуманітарних наук (під впливом Людвіга Вітгенштайна, Фердинанда де Соссюра, Джорджа Герберта Міда, Ноама Чомскі, Гадамера, Ролана Барта, Жака Дерріди й інших мислителів) в лінгвістичній і аналітичній філософії, структурній лінгвістиці, символічному інтеракціонізмі, герменевтиці, семіотиці, лінгвістичному психоаналізі (Жак Лакан, Альфред Лоренцер) і деконструкції.
Коли в 1970-х і 1980-х роках, Юрген Габермас переглянув критичну соціальну теорію як теорію комунікації, тобто комунікативної компетентності та комунікативної раціональності, з одного боку, спотворивши зв'язок з іншого боку, дві версії критичної теорії стали перекривати один одного набагато більше, ніж раніше.

## Структура
Обидві версії критичної теорії були зосереджені на процесах, за допомогою яких створюються людське спілкування, культура і політична свідомість. Вони включають:
- Через універсальні прагматичні принципи, за допомогою яких досягається взаєморозуміння (Габермас).
- Семіотичної правила, за допомогою яких об'єкти отримують символічні значення (Barthes).
- Психологічні процеси, за допомогою яких генеруються явища повсякденної свідомості (психоаналітичні мислителі).
- Епістема, що лежить в основі наших когнітивних утворень (Фуко),
- Існує загальний інтерес в процесах (часто лінгвістичного або символічного роду), що призводить до спостережуваних явищ і тут є деякий взаємний вплив між різними версіями критичної теорії. В кінцевому випадку, цей акцент на виробництві та будівництві сходить до революції в філософії Канта, а саме його фокуса в «Критиці чистого розуму» до синтезу відповідно до правил, як основної діяльності розуму, що створює наший досвід.